# Colégio Arnaldo

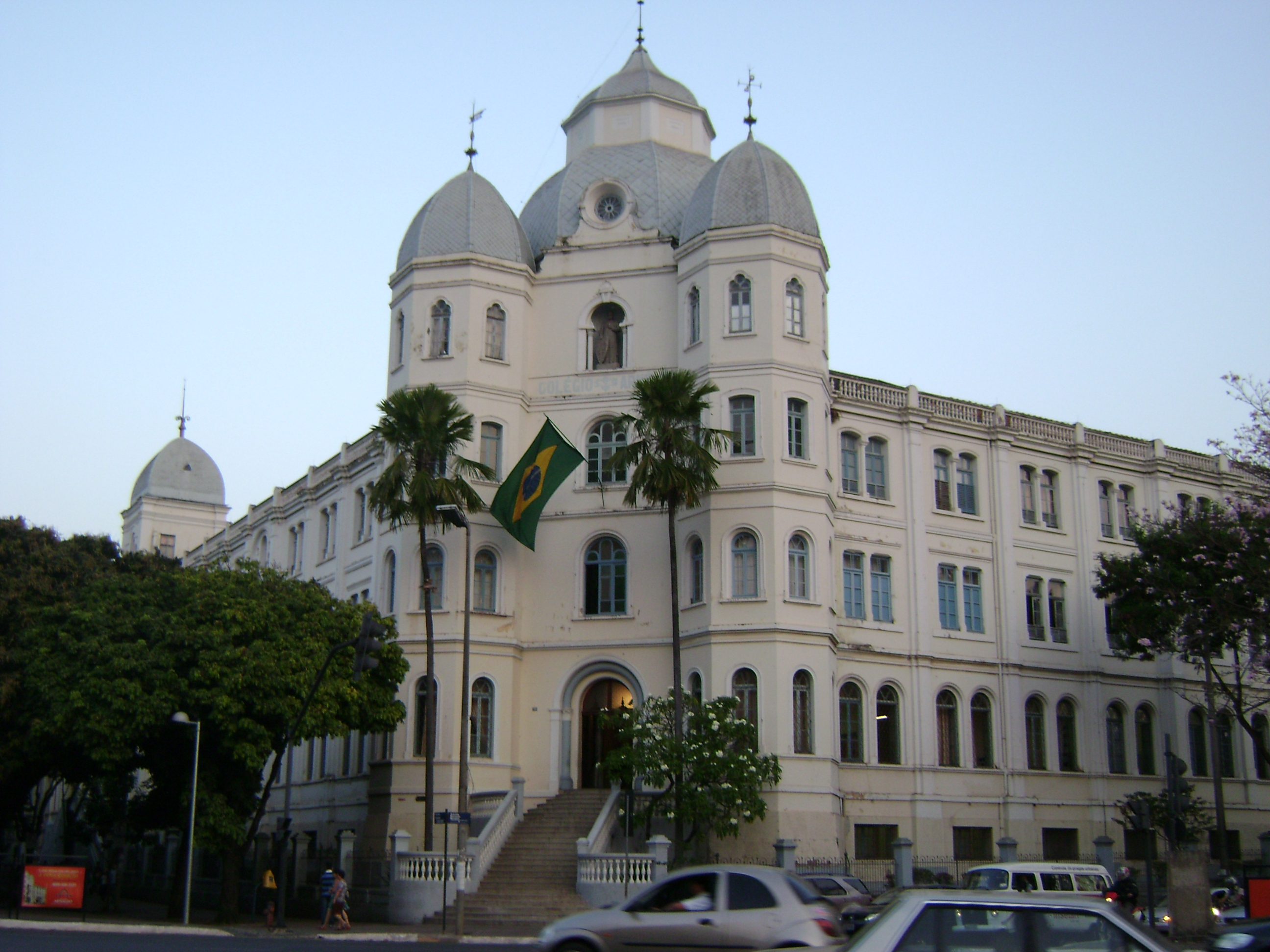
Fachada do Colégio Arnaldo - Unidade Funcionários.

Colégio Arnaldo é um colégio de Belo Horizonte que possui duas unidades: a Unidade Funcionários, localizada no bairro Funcionários, e a Unidade Anchieta, antigo Colégio Arnaldinum São José, localizada no bairro Anchieta.

## Unidade Funcionários
Belo Horizonte era, no início do século XX, uma cidade adolescente, quando nela se instalou uma nova instituição educacional, o Colégio Arnaldo. Administrado pela Congregação do Verbo Divino, o Colégio acena, com seu nome, uma homenagem ao fundadores da sociedade religiosa, o padre Arnaldo Janssen. Na língua alemã, Arnaldo significa "águia valente" ou "ninho de águias", daí a utilização da figura simbólica da águia em seu escudo.
No entanto, mais do que figura simbólica, a instituição, nesses quase cem anos de existência, educou e formou seres humanos que, ao atravessarem as portas do Colégio tornaram-se personalidades de extrema importância e prestígio no panorama cultural, artístico, político, científico e econômico, não apenas na capital mineira, mas no Brasil como um todo.

## Unidade Anchieta

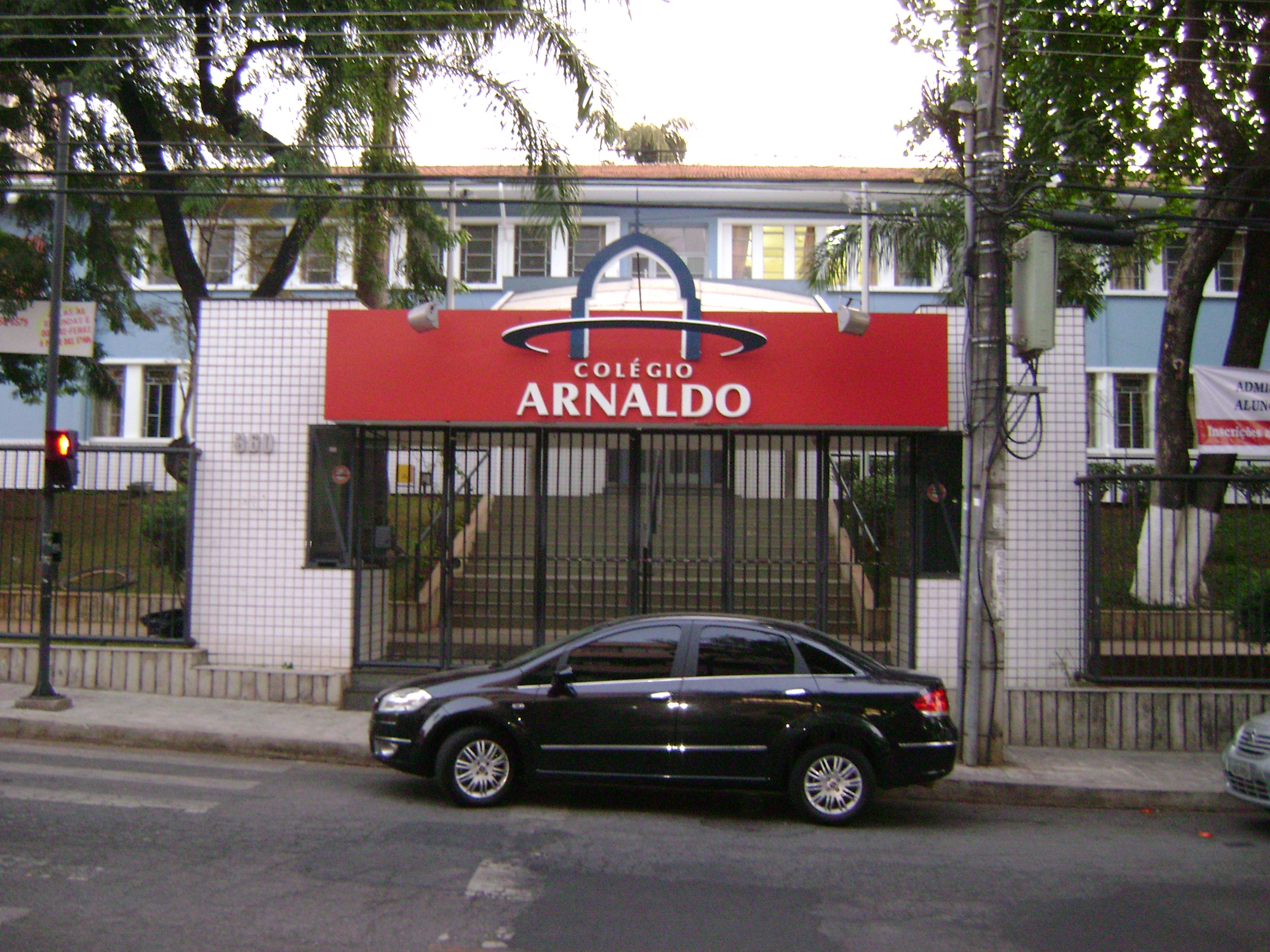
Entrada do colégio na Unidade Anchieta.

Em 1952, surgiu a ideia de usar a antiga Chácara do Colégio Arnaldo, que se situava na Rua Montes Claros 848, Bairro Anchieta. Lançaram a pedra fundamental em 1955, de um futuro prédio de dois pavimentos. O novo prédio a ser construído teria 2.500m com amplas salas, dormitórios, cozinha, auditório e uma pequena capela. A fachada principal do prédio seria para a rua Vitório Marçola, e não para a rua Montes Claros.
Ao final de 3 anos, isto é, no dia 31 de agosto de 1958, houve a inauguração do atual prédio Arnaldinum São José. Foram 3 anos de muito trabalho e orações do Pe. Marcos Frota o fundador e sua comunidade. Quando o Pe. Norberto tomou a direção do Arnaldinum juntamente com o Pe. Xavier, então Diretor do colégio Arnaldo, resolveram fundar, anexo ao seminário, um pequeno externato para as crianças do Bairro Anchieta.
Começaram em 15 de março de 1968 o curso pré-escolar e o curso primário. D. Hildegarda, como coordenadora, exerceu brilhantemente seu papel. Deixando o Pe. Norberto o cargo de diretor, veio substituí-lo o Pe. Werner Siebendrock que com seu entusiasmo, assumiu o seminário e o colégio.
Em 2009, o Colégio Arnaldinum São José passou a se chamar Colégio Arnaldo - Unidade Anchieta.

## Ex-alunos famosos

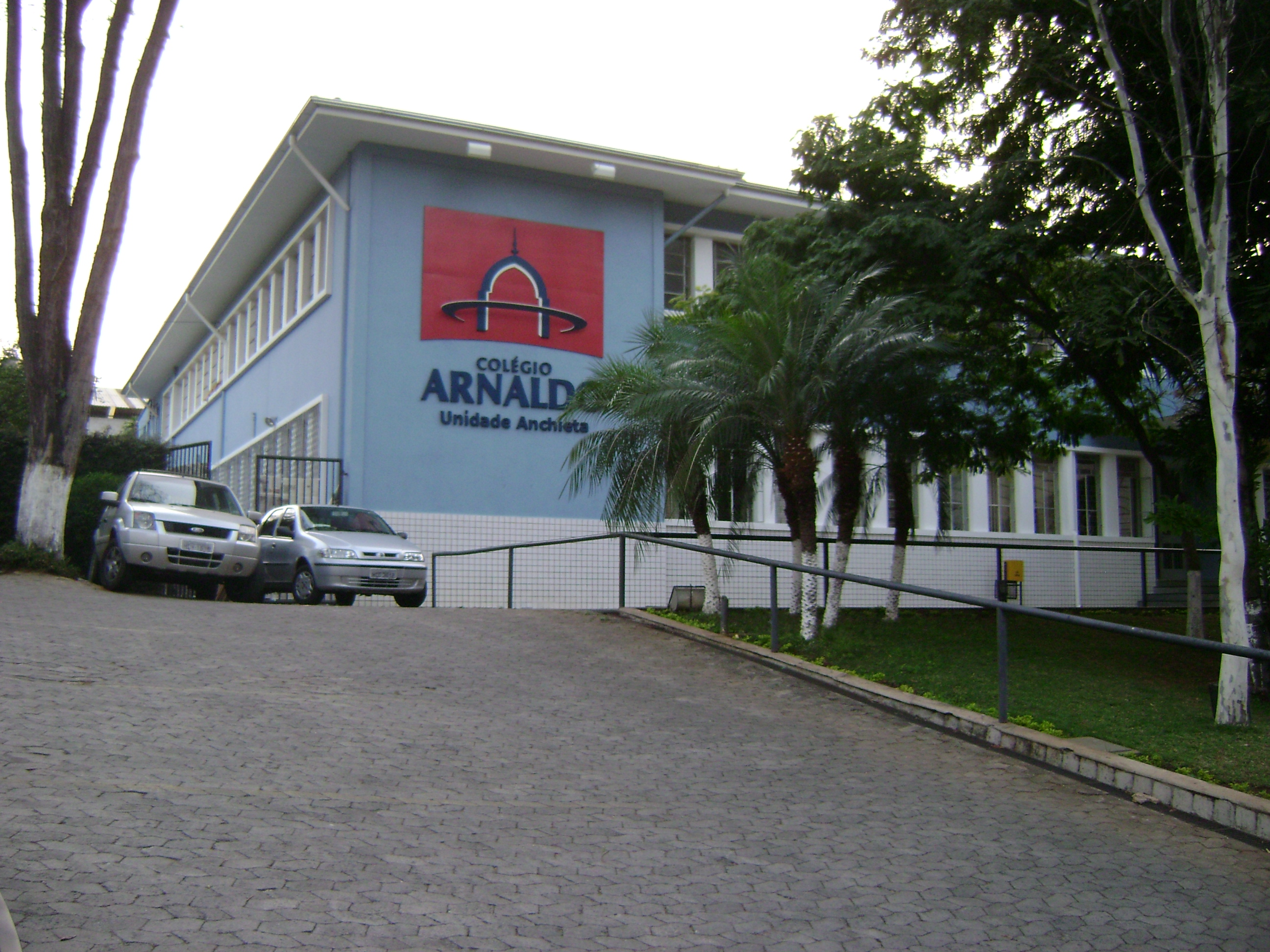
Fachada da Unidade Anchieta.

- Carlos Drummond de Andrade[1]
- Ivo Pitanguy [carece de fontes?]
- João Guimarães Rosa[2]
- Messias Pereira Donato[3]
- Milton Campos[carece de fontes?]
- Patrus Ananias[4]
- Lúcio Cardoso[5]
- Raulzinho Neto[6]